# Andi Meriem Matalatta
Andi Meriem Matalatta, właśc. Andi Sitti Meriem Nurul Kusumawardhani Mattalatta (ur. 31 sierpnia 1957 w Makasarze, zm. 4 czerwca 2010 w Zoetermeer) – indonezyjska piosenkarka.
Już w trakcie nauki w szkole podstawowej brała udział w konkursach muzycznych. Przełomem w jej karierze okazała się wygrana w konkursie Bintang Radio & Televisi w 1975 r. W latach 70. popularność zyskał jej utwór „Mutiara dari Selatan”, który przyniósł piosenkarce miano „perły południa”. Wypromowała także przebój radiowy „Januari yang Biru”. 
Wykonany przez nią utwór „Hasrat dan Cinta” (kompozycja: Fariz RM) został sklasyfikowany na pozycji 103. w zestawieniu 150 indonezyjskich utworów wszech czasów, ogłoszonym na łamach lokalnego wydania magazynu „Rolling Stone”. 
W trakcie swojej kariery wydała dziesiątki albumów, w tym szereg kompilacji. Okres jej największej sławy przypadł na lata 80.